# Sen Agamemnona

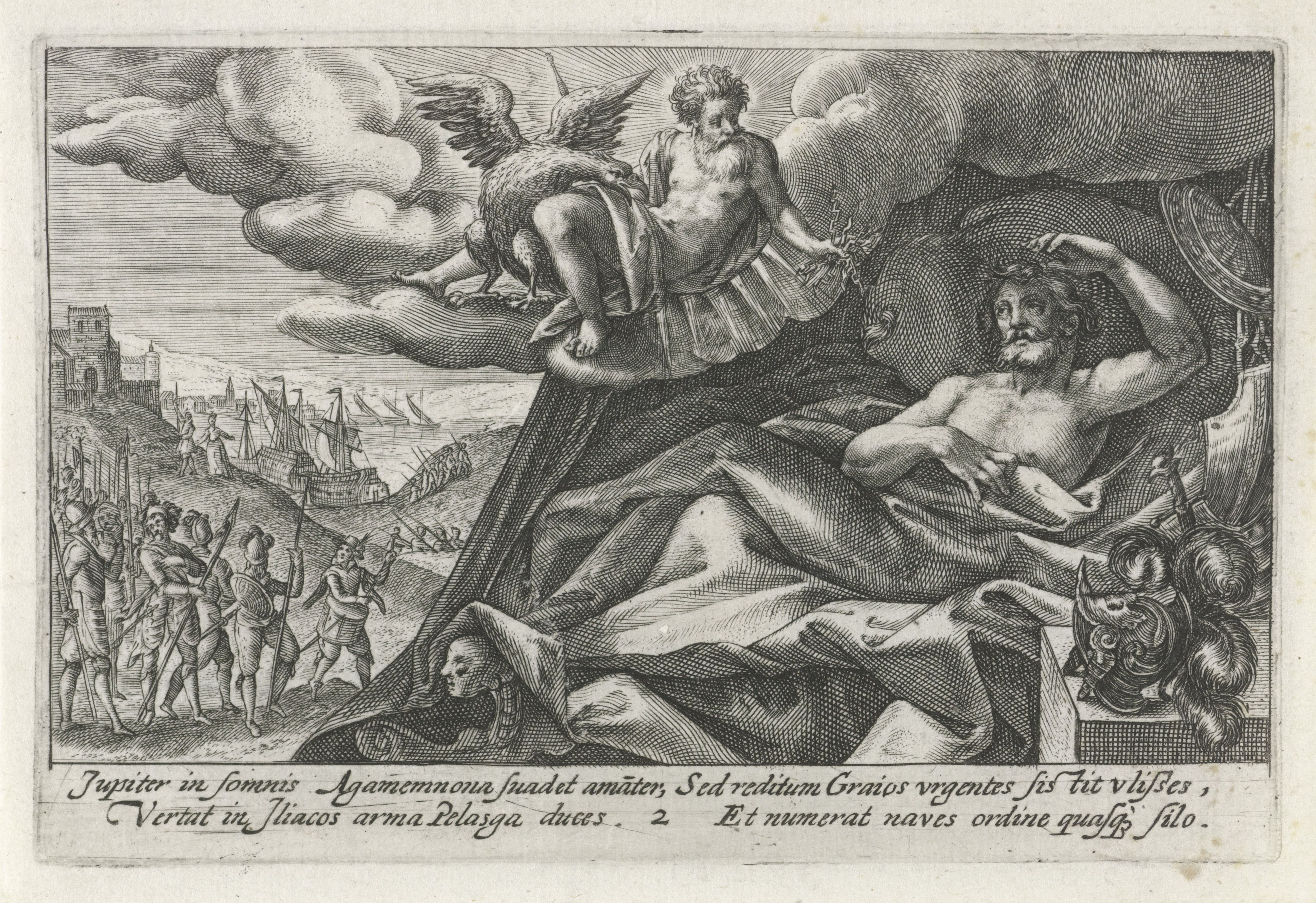
Sen Agamemnona.

Sen Agamemnona – jeden z sześciu snów opisanych w poematach Homera.

## Treść snu
Na szczycie wyniosłego klonu, przy którym wytryskały wody, rodzina ptasząt (osiem plus matka) uwiła sobie gniazdo. Niespodzianie wypełzł spod ołtarza czerwony wąż, który zjadł wszystkie dziewięć ptasząt. Zeus zamienił tego węża w kamień (Iliada, Księga II, 308 nn).
Sen został zesłany przez Zeusa, był jednak fałszywy i miał na celu śmierć wielu Achajów. Dziewięć ptaków symbolizuje dziewięć lat.

## Opinie badaczy
Jest to pierwszy sen opisany w poematach Homera. Wszystkie są pisane według tego samego schematu. Elementami tego schematu jest decyzja bóstwa, wysłanie nocnej zjawy, przekazanie wiadomości, podróż snu, przybranie wyglądu osoby bliskiej śpiącemu, wyjaśnienie swego pochodzenia, przekazanie wiadomości, przebudzenie się bohatera i jego reakcja na sen.
Ze schematu tego korzystali tacy twórcy jak Herodot i Wergiliusz.
Sen u Homera pełni rolę narzędzia, przy pomocy którego Zeus realizował swój plan.
Platon i Lukian potępiali Zeusa za ten sen, ponieważ w jego wyniku zginęło wielu Achajów. Dla wczesnochrześcijańskich apologetów sen ten był argumentem, że Zeus był złym bogiem, pragnącym zguby ludzkości.
R. van Lieshout uznał sen za obiektywny i realny, a nie symboliczny i wymagający interpretacji.
Francuscy bibliści Lucien Cerfaux i Jules Cambier zauważyli podobieństwo snu Agamemnona do wizji  kobiety obleczonej w słońce z Apokalipsy 12 (Il. II, 308 nn). Cerfaux i Cambier byli zdania, że sen ten posłużył za inspirację autorowi Apokalipsy. 